# Andrzej Supron
Andrzej Supron (* 22. října 1952 Varšava, Polsko) je bývalý polský zápasník, specializující se na zápas řecko-římský. Třikrát startoval na olympijských hrách. Při své premiéře v roce 1972 v Mnichově vypadl v kategorii do 68 kg ve čtvrtém kole. V roce 1976 na hrách v Montréalu vybojoval v této kategorii páté místo a v roce 1980 na hrách v Moskvě opět v kategorii do 68 kg stříbrnou medaili.